# Вялимяки (остановочный пункт)

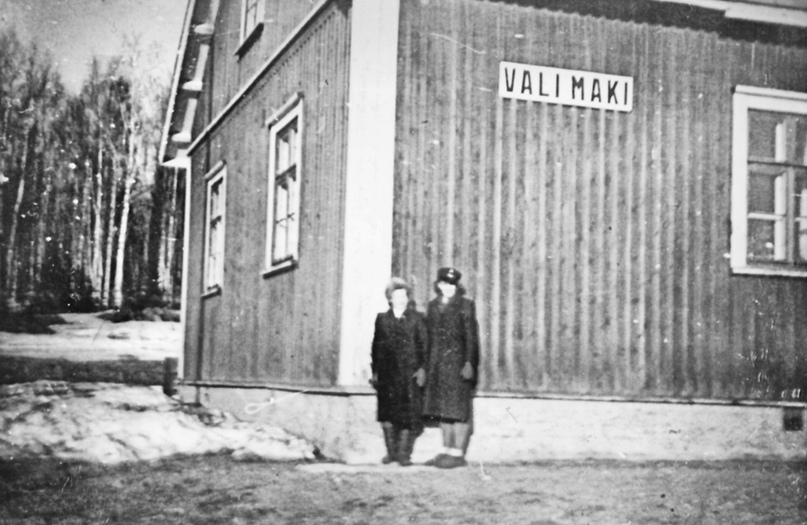
Вокзал станции (1930-е гг.)

Вя́лимя́ки (фин. Välimäki) — остановочный пункт в Импилахтинском сельском поселении Питкярантского района Республики Карелия. Расположен на 26,1 км перегона Ляскеля — Импилахти. Находится в 1 км от трассы А129.
Финская станция Välimäki была открыта 1 сентября 1932 года и была, в основном, предназначена для обслуживания находившихся в полукилометре так называемых Вялимякских железных рудников (Välimäen rautakaivokset). Здание вокзала по типовому проекту Туре Хеллстрёма было построено в 1930 и являлось аналогом соседних вокзалов (например, Импилахти). Здание станции служило служебным жильём и конторой: сначала (ещё в ходе постройки дороги) для инженера, позже — для смотрителя станции, почтальона и путевого обходчика.
В советские времена станция не использовалась, на её месте был организован остановочный пункт по требованию, который также назывался как ост. п. 27 км.
После отмены в 2013 году пассажирского движения по линии Лодейное Поле — Янисъярви за станцией Питкяранта в сторону Янисъярви остановочный пункт Вялимяки не используется.